# Neobisium navaricum
Neobisium navaricum är en spindeldjursart som först beskrevs av Nonidez 1925.  Neobisium navaricum ingår i släktet Neobisium och familjen helplåtklokrypare. Inga underarter finns listade i Catalogue of Life.